# Slaven Fatić
Slavoljub Fatić, poznat kao Slaven Fatić (Titograd, 7. mart 1969 — 17. jun 2024) bio je književnik iz Danilovgrada u Crnoj Gori.

## Biografija
Rođen je 7. marta 1969. godine u Titogradu, u Crnoj Gori. Završio je studije srpskog jezika i književnosti na Filozofskom fakultetu u Nikšiću.
Živio je u Danilovgradu i radio kao profesor književnosti u gimnaziji Petar I Petrović Njegoš u Danilovgradu.
Književnim radom se počeo baviti početkom 1990-ih na Festivalu poezije mladih u Vrbasu i drugim manifestacijama. Bio je urednik Obale pjesnika u Danilovgradu, novinar i publicista. Nagrađivan je za svoj pesnički rad i pesme su mu uvrštene u nekoliko izbora poezije.
Radio je kao animator kulturnih aktivnosti u danilovgradskom Centru za kulturu.
Umro je 17. juna 2024. godine.

## Bibliografija
- San pod oltarom. Pljevlja: MZKPD. 1992. ISBN 978-86-7261-091-8.  3382284  298512.

- Ponoćni teatar. Novi Sad: Književna zajednica. 1995. ISBN 978-86-7331-270-5.  81244167  81244167.

- Pismo u pokušaju (PDF). Kraljevo: Povelja. 2001.  169037063  5709584. Архивирано (PDF) из оригинала 18. 6. 2024. г.

- Havana (PDF). Vrbas: Biblioteka Danilo Kiš. 2017. ISBN 978-86-88673-24-2.  316951815  316951815. Архивирано (PDF) из оригинала 18. 6. 2024. г.

## Literatura
- Kadić-Jovović, Nataša (2. 11. 2017). „Pjesničke vertikale Slavena Fatića”. Slaven Fatić. Архивирано из оригинала 17. 4. 2019. г.

- Labudović Šarlo, Goran (децембар 2017). „To ću, pomislih, ja!”. Trag. Vrbas: Narodna biblioteka Danilo Kiš. Архивирано из оригинала 17. 4. 2019. г.